# Imperi Alemany
L'Imperi Alemany, alemany: Deutsches Kaiserreich, es va construir al segle xix i va ser la culminació d'un procés d'unificació en un sol estat dels diversos estats alemanys, tret d'Àustria. Es refereix a Alemanya des de la unificació alemanya i la proclamació de Guillem I d'Alemanya com a emperador, el 18 de gener de 1871 fins al 1918, quan va esdevenir una república després de la derrota a la Primera Guerra Mundial i l'abdicació de Guillem II d'Alemanya (9 de novembre de 1918). El terme Deutsches Reich es va mantenir com a nom oficial d'Alemanya durant la República de Weimar i la major part del període nazi fins al 1943, quan va ser canviat a Großdeutsche Reich «Gran Imperi Alemany». Durant els seus 47 anys d'existència, l'Imperi Alemany va esdevenir una de les economies industrials més poderoses del món i una gran potència, fins que es va ensorrar després de la seva derrota militar a la Primera Guerra Mundial. Els estats fronterers més importants eren l'Imperi Rus a l'est, França a l'oest i l'Imperi Austrohongarès al sud.

## Geografia
Les possessions de l'antic Imperi Alemany (tret d'Alemanya) es reparteixen avui en dia entre els següents països:
| Nom alemany                                                   | Estat           | Regió                                                                        |
| ------------------------------------------------------------- | --------------- | ---------------------------------------------------------------------------- |
| Eupen i Malmedy                                               | Bèlgica         | Eupen i Malmedy, dues ciutats a la província de Lieja                        |
| Hultschiner Ländchen                                          | República Txeca | L'àrea de Hlučín                                                             |
| Südjütlands Amt                                               | Dinamarca       | Comtat de Sønderjyllands Amt                                                 |
| Elsaß-Lothringen                                              | França          | Els departaments de Bas-Rhin i Haut-Rhin (Alsàcia), i Moselle                |
| Memelland, Memel                                              | Lituània        | Regió de Klaipėda                                                            |
| Pommern, Schlesien, Land Lebus, Ermland, Masuren (Ostpreußen) | Polònia         | Les parts nord i oest, incloent Pomerània, Silèsia, Lubusz i Warmia i Mazury |
| Königsberg                                                    | Rússia          | Óblast de Kaliningrad al Bàltic                                              |

## Antecedents
Des de mitjan segle ix, els pobles germànics es trobaven agrupats dins de l'anomenat Sacre Imperi Romanogermànic, que va ser una entitat política peculiar que agrupava sota un emperador (amb la inclusió però d'altres territoris) a tots els pobles on avui es parla alemany.
Encara que aquest imperi va durar formalment fins a la seva dissolució per Napoleó el 6 d'agost de 1806, quan Francesc II renuncià al títol d'Emperador del Sacre Imperi romanogermànic, la seva existència real va acabar el 1648, quan el tractat de Westfàlia va dividir l'imperi en 350 petits estats molt autònoms i amb l'autoritat imperial pràcticament nul·la a la major part del territori.
El 1701, es va crear dins del Sacre Imperi el regne de Prússia, que acabaria convertint-se en el capdavanter del procés unificador. Els filòsofs de finals del segle xviii i principi del xix com Herder, Hegel i Fichte elaboraren les bases ideològiques del nacionalisme alemany i estengueren els conceptes de Volksgemeinschaft (comunitat nacional) com a organisme biològic mogut pel Volksgeist (esperit nacional o ànima col·lectiva).
La història alemanya del segle xix s'ha caracteritzat fins a la formació de l'Estat-nació per múltiples canvis polítics i territorials que es van produir després del col·lapse del Sacre Imperi Romanogermànic de 1806 en una nova fase. L'Imperi Antic, mantingut pels emperadors del Sacre Imperi Romanogermànic antigament i en estructures supranacionals, es va caracteritzar cada vegada més pels interessos conflictius de les seves dues grans potències: l'Imperi Austríac i la potència ascendent de Prússia. A través de les Guerres Napoleòniques, la fundació es va iniciar per part de França, a la Confederació del Rin.
Després d'un temps d'intensificació, causat per l'exemple de la Revolució Francesa i la guerra d'alliberament contra l'hegemonia de la Gran Nació en temps de Napoleó Bonaparte, en la majoria d'Europa, inclosos els moviments de país de parla alemanya amb la idea de nació com a base de construcció. Com es tractava d'una sola solució de Gran Reich Alemany, entre ells Àustria, a la qual anomenaven «la solució d'un petit regne alemany sense Àustria».
Després de la victòria de França davant els principats d'Europa (que eren especialment els del Regne Unit, Prússia, Rússia i Àustria) sobre els exèrcits de Napoleó, els prínceps alemanys, però, no es van interessar en un poder central que erosiona la seva autonomia. Al Congrés de Viena va ser fundada el 1815 la Confederació Germànica, una confederació de les zones que havien format part abans del 1806 al Sacre Imperi Romanogermànic pertanyents a la nació alemanya. A continuació al Congrés de Viena, que es descriu en la història més tard com el Vormärz, Alemanya va estar marcada per una política de restauració, el superior va ser el canceller austríac, el príncep que va dominar va ser Klemens Wenzel von Metternich. Com a part de l'anomenada Santa Aliança, es va fer un primer acord d'aliança entre Àustria, Prússia i Rússia, la restauració va haver restablir les relacions de poder entre estats nacionals i de l'Antic Règim a Europa, ja que havien existit abans de la Revolució Francesa el 1789.

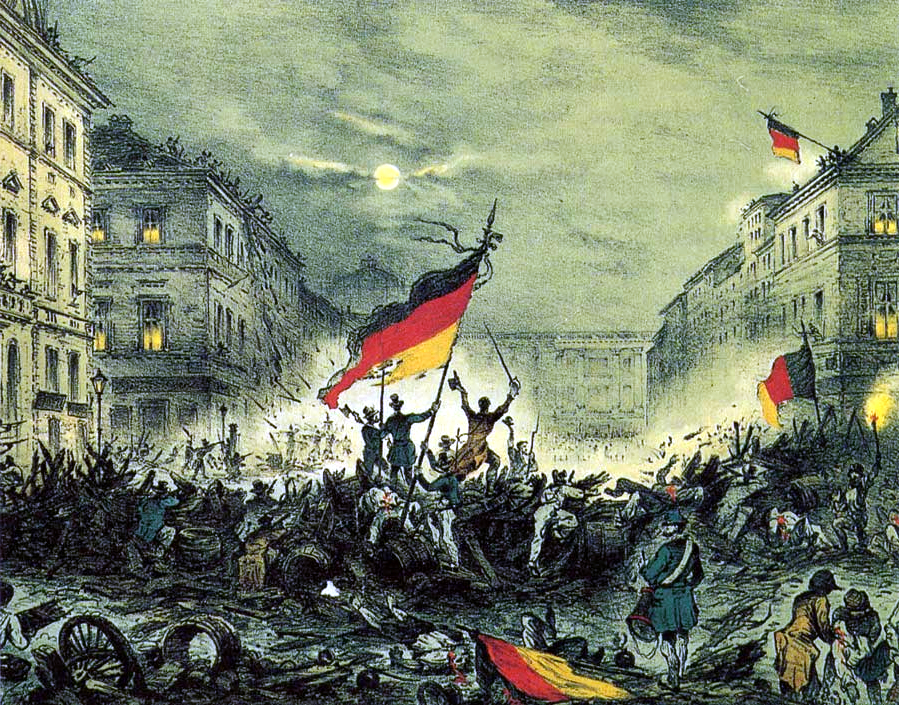
La Revolució de març a Berlín, 1848

Aquesta política d'oposar-se a la nació i als moviments democràtic-burgesos va portar a nombroses protestes en moltes parts d'Europa Central, que finalment van incloure la Revolució alemanya de 1848-1849, la Revolució de març el 1848 en els estats alemanys. Els membres de la revolució per la recentment formada Alemanya van crear el primer parlament democràticament, l'Assemblea Nacional de Frankfurt. Al rei prussià Frederic Guillem IV de Prússia se li va lliurar la corona imperial alemanya. A causa d'això, però apel·lant al seu "dret diví", es va negar a l'intent fallit, la majoria dels estats alemanys van decidir unir-se en una base constitucional.
El govern federal alemany va seguir existint després de la supressió violenta del moviment revolucionari de 1848-1849 sota la direcció del bàndol austríac. Es va suprimir una dècada de la reacció política (Reaktionsära), en què les aspiracions democràtiques i liberals van ser creades de nou. Des del començament de la dècada de 1860 en els estats alemanys es van formar els primers partits polítics en el sentit modern.
El 1864 el govern federal havia arribat a una aliança unificada de gran importància amb Àustria, com en la qüestió de Schleswig-Holstein de la guerra alemanya-danesa, en la qual Prússia i Àustria a causa d'una aplicació federal estaven una al costat de l'altra. No obstant això, aquest consens entre les dues potències va durar poc. En la disputa sobre el Schleswig-Holstein el 1866 van ser els alemanys els que van iniciar la Guerra Austro-Prussiana en la qual els austríacs van lluitar contra els exèrcits de Prússia i alguns estats del nord d'Alemanya, al costat d'Itàlia i els estats del sud, incloent-hi Baden, Baviera, Hessen-Darmstadt i Württemberg. Després de la derrota d'Àustria, al final de la Confederació Germànica, la Confederació Alemanya del Nord va ser establerta sota el lideratge de Prússia.
Accionada per una disputa entre Prússia i França a la Successió Espanyola el 1870 va començar la Guerra francoprussiana. La declaració de guerra va arribar des del costat francès, després que Bismarck, el primer ministre de Prússia, publiqués una versió editada del «Telegrama d'Ems», de manera que França estava compromesa políticament. Els estats del sud d'Alemanya es van annexionar a Prússia. Bismarck va utilitzar aquest acte per conduir la coronació del rei de Prússia com a emperador d'Alemanya i, per tant, la integració dels estats del sud com a part d'una "petita solució alemanya" en el regne unit. Les tres guerres que van durar des del 1864 fins al 1871, també es van conèixer com les guerres de la unificació alemanya.

## Procés unificador
Entre el 1803 i el 1806, més d'un centenar d'estats alemanys foren incorporats a entitats polítiques de més llarg abast geogràfic i el nombre d'estats alemanys quedà reduït a 38. El 1806, els principats alemanys del marge dret del Rin i del Sud d'Alemanya constituïren la Confederació del Rin, de la qual Napoleó fou nomenat Protector.
Un primer pas vers la unitat política va ser la unió duanera (Zollverein) de 1834, on participaven 33 estats, entre ells la mateixa Prússia. Àustria en canvi no s'hi va incorporar.
El 1848, després dels fets revolucionaris, es va autoritzar l'Assemblea de Frankfurt, amb diputats escollits per elecció popular directa els quals oferiren a Frederic Guillem IV de Prússia el títol d'emperador d'Alemanya, però aquest no ho acceptà.
El 1862, el rei Guillem I de Prússia encomanà la direcció del govern a Otto von Bismarck, el qual en el seu llarg mandat de 30 anys s'encarregà de portar a terme totes les mesures d'unificació política d'Alemanya. Entre el 1864 i el 1871, Bismarck va realitzar la unitat política d'Alemanya a través de tres guerres:
1. Guerra dels Ducats (1864). Bismarck guanyà la guerra contra Dinamarca i s'annexionà els territoris de parla alemanya situats a la península de Jutlàndia: Slesvig-Holstein.
2. Guerra austroprussiana (1866). Després de la derrota d'Àustria, va ser dissolta la Confederació Germànica i el 1867 es va establir la Confederació d'Alemanya del Nord sense integrar a Àustria.
3. Guerra francoprussiana (1870-1871). Després de vèncer el 1870 la guerra contra França i d'incorporar a l'imperi els territoris germanoparlants, fins aleshores francesos, d'Alsàcia i Lorena, el 1871 Guillem I fou proclamat emperador d'Alemanya. També van passar a l'imperi els territoris alemanys de Baden, Baviera, Hessen-Darmstadt i Württemberg.

## L'imperi Alemany

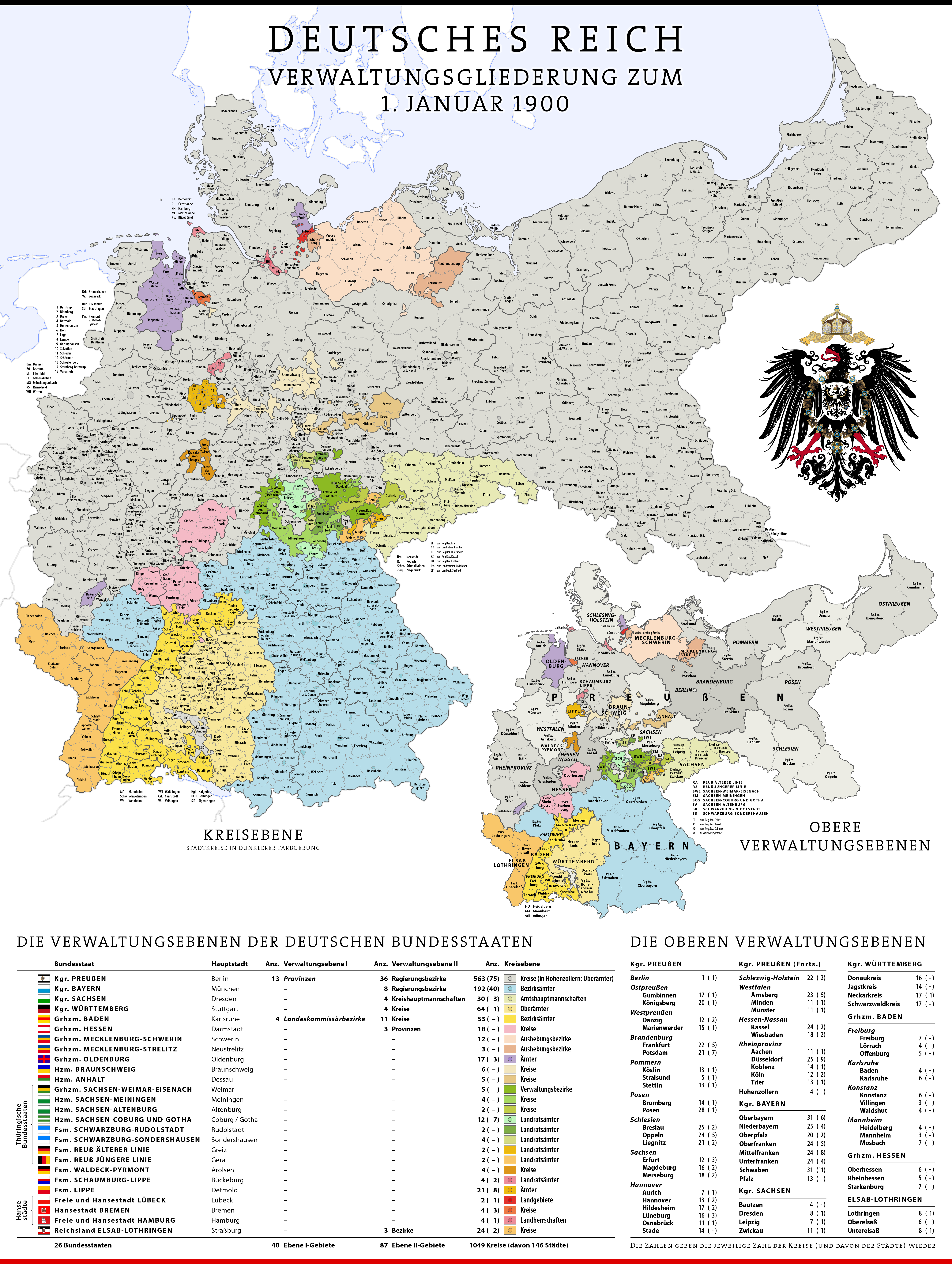

Amb la creació de l'Imperi Alemany o Segon Reich s'inicia un període de gran desenvolupament de la nació alemanya en tots els camps; econòmicament, geogràficament, políticament i militarment. A partir d'aquest moment Alemanya es transforma juntament amb el Regne Unit en una de les dues grans potències mundials, si bé la presència colonial d'Alemanya és molt inferior a la de l'Imperi Britànic.
A partir d'aquest punt i durant les següents dues dècades s'estableixen els anomenats "sistemes bismarckians", que dominen la política europea en aquest període. Entre 1884 i 1885 Bismarck convoca la Conferència de Berlín en la qual les potències estableixen les pautes pel repartiment colonial d'Àfrica.
Amb la coronació de Guillem II com a Kàiser, s'inicia un enfrontament entre aquest i Bismarck, el qual provoca la caiguda del canceller. L'emperador serà incapaç de continuar amb les polítiques implantades per Bismarck i Alemanya es veu a poc a poc en la incapacitat de mantenir l'equilibri europeu que llavors era més que mai la base de l'equilibri mundial.
El 1914 esclata la Primera Guerra Mundial que, en provocar la derrota d'Alemanya el 1918, marca la fi de la dinastia dels Hohenzollern i de l'Imperi Alemany. Les nacions vencedores imposen el Tractat de Versalles.

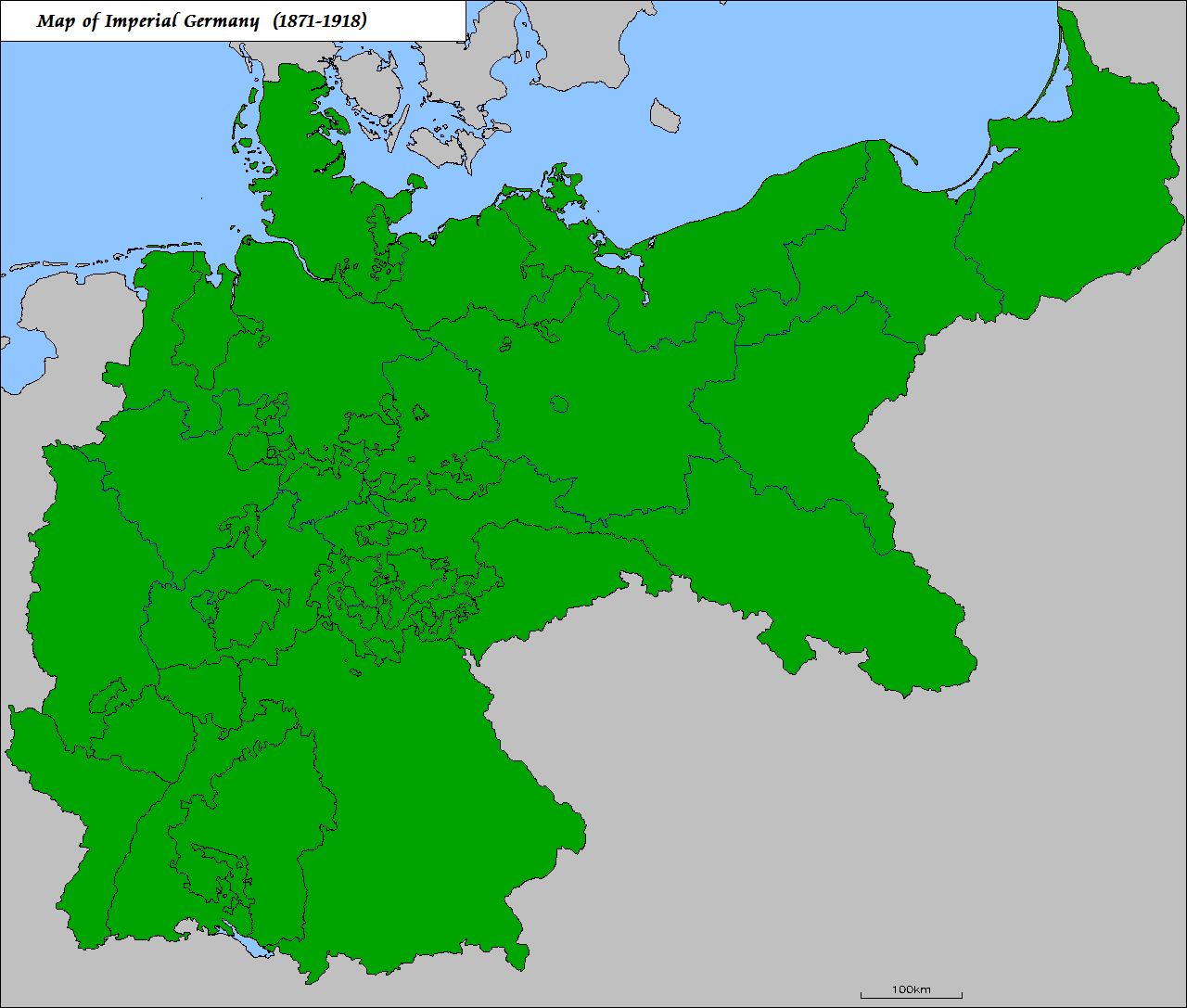
Segon Reich (1871-1918)

## Fundació de l'Imperi Alemany

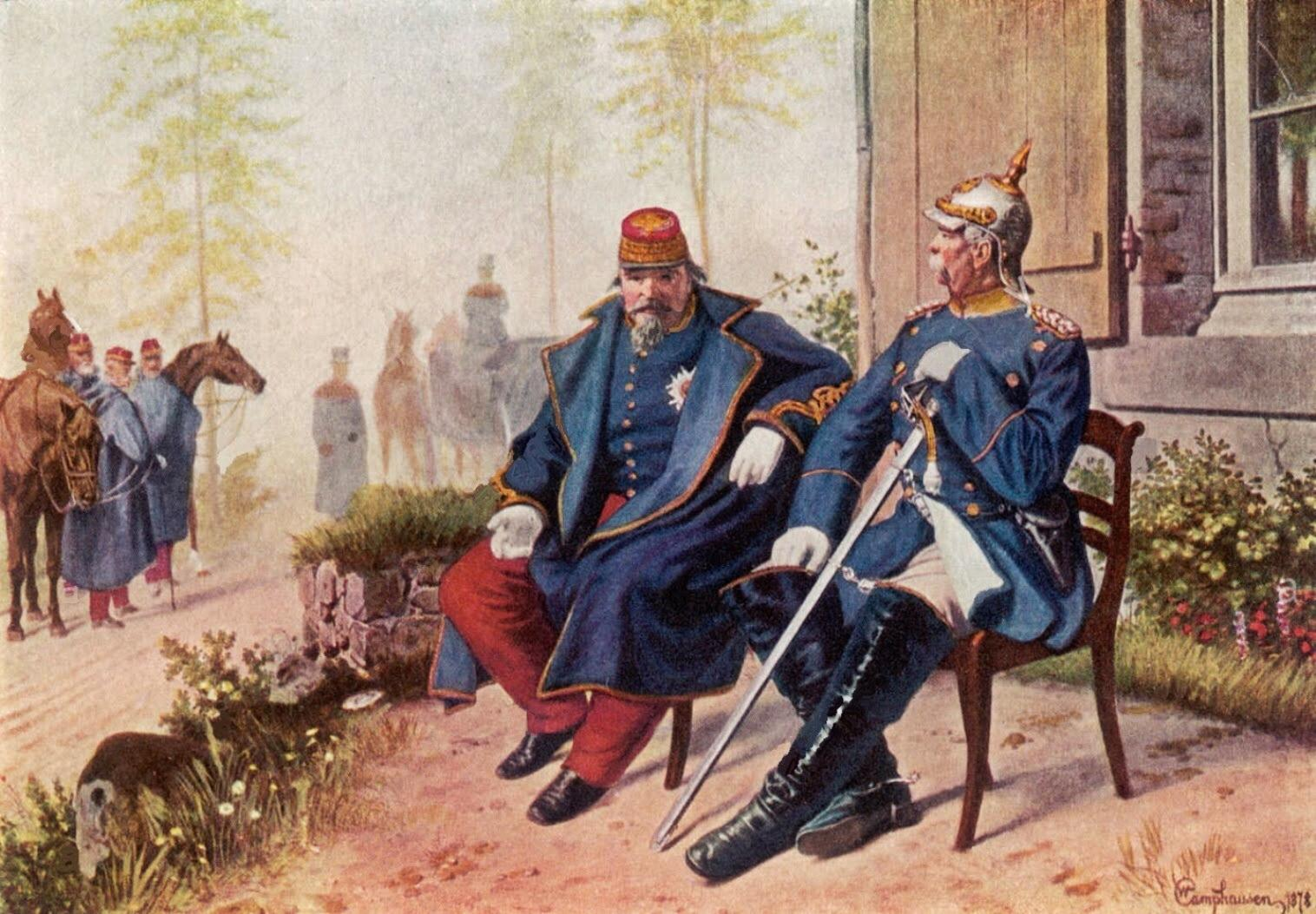
Bismarck (dreta) amb Napoleó III, després de la Batalla de Sedan.

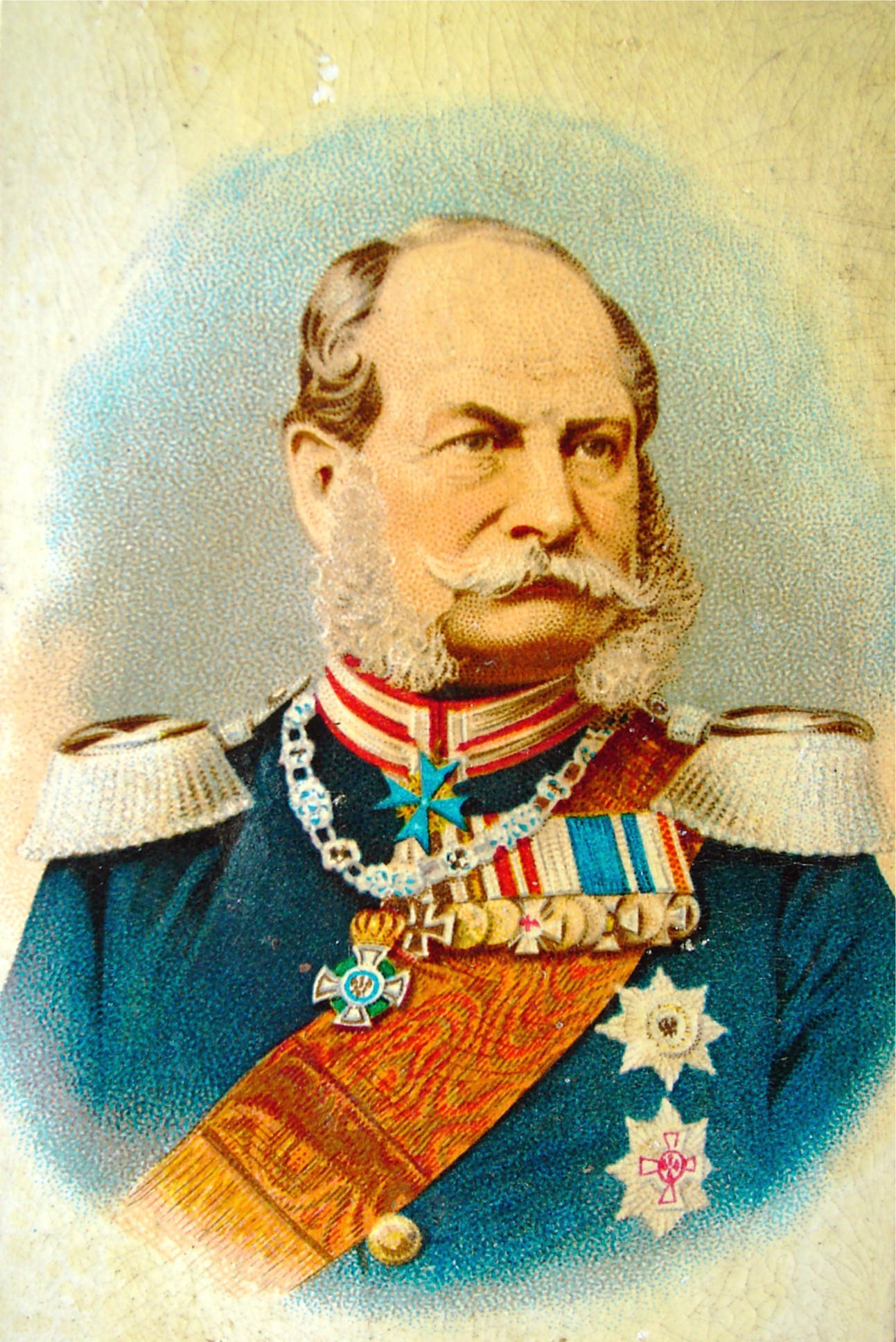
Guillem I d'Alemanya

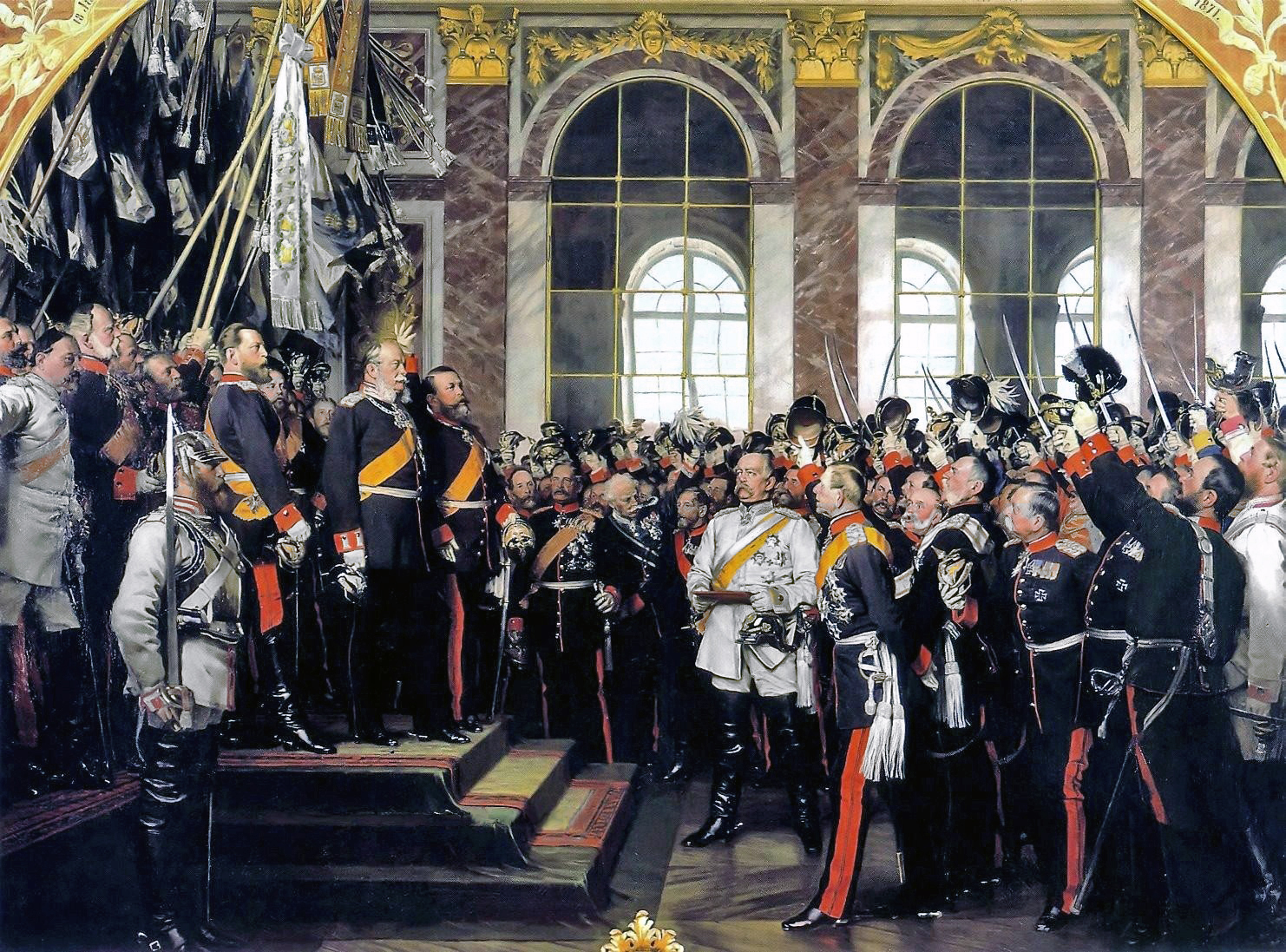
Die Proklamation des Deutschen Kaiserreich, 3a versió, regalat per l'Emperador Guillem I d'Alemanya a Otto von Bismarck pel seu setantè aniversari (1885).

Bismarck es va preparar un ampli esquema, la Constitució alemanya del nord de 1866, va esdevenir la Constitució alemanya de 1871, amb alguns ajustaments. Alemanya va adquirir alguns trets democràtics. En el nou imperi hi havia un parlament amb dues cambres. La cambra baixa, o el Reichstag, va ser elegida per sufragi universal masculí. No obstant això, les circumscripcions originals elaborades el 1871 mai es van tornar a dibuixar per reflectir el creixement de les zones urbanes. Com a resultat, en el moment de la gran expansió de les ciutats alemanyes en els anys 1890 i 1900, les zones rurals estaven excessivament representades.
La legislació també requeria l'aprovació del Bundesrat, el consell federal de diputats dels estats del Reich. El poder executiu residia en l'emperador, o kàiser (de l'emperador romà cèsar). A l'emperador se li va donar amplis poders per la Constitució. El canceller, era el comandant en cap suprem de les forces armades, i l'àrbitre final de totes les relacions internacionals. Oficialment, el canceller era un gabinet d'un sol home i era responsable de la conducta de tots els assumptes de l'estat, pràcticament, com la burocràcia d'alts funcionaris a càrrec de camps com les finances, la guerra, les relacions internacionals, etc.; s'assemblava al President del Consell de Ministres. El Reichstag tenia el poder d'aprovar, modificar o rebutjar projectes de llei i d'iniciar una legislació.
Encara que tots els estats tenien el mateix poder executiu, pràcticament, l'imperi estava dominat per l'estat més gran i poderós, Prússia. S'estenia pel nord i posseïa dues terceres parts del Reich, i contenia tres cinquenes parts de la població. La corona imperial era hereditària de la dinastia dels Hohenzollern, la casa regnant de Prússia. Amb l'excepció dels anys 1872 - 1873 i 1892 - 1894, el canceller va ser sempre al mateix temps el primer ministre de Prússia. Amb 17 vots dels 58 al Bundesrat, Berlín només necessitava uns quants vots dels estats petits per exercir un control efectiu.
Els altres estats van conservar els seus propis governs, però es van limitar només als aspectes de la sobirania. Per exemple, els segells postals emesos per l'imperi en el seu conjunt, igual que la moneda eren a través del mark. Les peces de valors superiors van ser emeses pels estats, però eren pràcticament monedes commemoratives i tenien una circulació limitada.
Mentre que els estats tenien les seves pròpies condecoracions, i alguns tenien els seus propis exèrcits, les forces militars dels més petits van ser posades sota control prussià. Aquells exèrcits dels estats més grans, com els regnes de Baviera i Saxònia, es van coordinar amb els exèrcits principals de Prússia i en temps de guerra eren controlats pel govern federal.
L'evolució de l'Imperi alemany va d'acord amb els desenvolupaments paral·lels al Regne d'Itàlia que va esdevenir una nació unificada, deu anys abans que l'Imperi Alemany. Alguns elements clau de l'estructura política autoritària de l'Imperi Alemany també van ser la base per a la modernització conservadora en l'Imperi del Japó de l'emperador Meiji i en la conservació d'una estructura política autoritària sota els tsars de l'Imperi Rus.
Una de les característiques d'aquests governs va ser la retenció d'una part molt important del poder polític per part l'elit terratinent, els junkers, a causa de l'absència d'avenços revolucionaris dels camperols en combinació amb les zones urbanes.
Encara autoritari en molts aspectes, l'imperi va permetre el desenvolupament de partits polítics. Bismarck va tenir la intenció de crear una façana constitucional de màscara per a la continuació de polítiques autoritàries. En el procés, va crear un sistema amb un greu defecte. Hi havia una disparitat significativa entre els sistemes electorals de Prússia i d'Alemanya. Prússia va utilitzar un sistema de votació molt restrictiu en tres classes en què la tercera part més rica de la població podia triar el 85% de la legislatura, el que assegurava una majoria conservadora. Com es va esmentar anteriorment, el rei (amb dues excepcions) i el primer ministre de Prússia també eren l'emperador i el canceller de l'imperi, el que significava que els mateixos governants van haver de buscar les majories de les legislatures elegides completament en diferents franquícies.

### Poder industrial
Sota el lideratge de Prússia i de Bismarck, Alemanya s'havia convertit en una nació i una potència mundial. El 1871 39 estats independents es van unir. Els reis de Saxònia i Baviera, els prínceps, ducs i electors de Ducat de Brunsvic, Baden, Hannover, Mecklenburg, Württemberg, Oldenburg, van jurar lleialtat al rei de Prússia, el kaiser. Amb la unitat es va produir un període extraordinari d'energia i expansió econòmica.
El 1871 hi havia 41 milions de ciutadans en l'Imperi Alemany. El 1913 n'hi havia gairebé 68.000.000, un augment de més de la meitat. I més de la meitat d'ells vivien en pobles i ciutats.
Però no era més que una expansió de la població. Els fonaments de la fortalesa econòmica en el canvi de segle eren d'acer i carbó, i Alemanya va fer grans progressos amb els dos:
- La producció d'acer es va multiplicar per dotze en 30 anys.
- La producció de carbó gairebé es va multiplicar per cinc en 30 anys.
- Les manufactures es van multiplicar per quatre.
- Les exportacions es van multiplicar per tres.
- Les exportacions de productes químics es van multiplicar per tres.
- Les exportacions de maquinària es van multiplicar per cinc.

En 30 anys, la participació d'Alemanya en el comerç mundial va augmentar en un terç. El 1914, Alemanya era la nació industrial més poderosa d'Europa. L'epítom de la seva indústria podria estar en la signatura de Krupp, la primera fàbrica va ser construïda a Essen. El 1902, la fàbrica s'havia convertit en una gran ciutat amb els seus propis carrers, la seva pròpia força de policia, bombers i lleis de trànsit. Hi havia 150 quilòmetres de tren, 60 edificis de fàbriques diferents, 8.500 màquines d'eines, set estacions elèctriques, 140 quilòmetres de cable subterrani i 46 en superfície.
Sota Bismarck, Alemanya va estar més a prop que qualsevol altre estat de les concepcions modernes de benestar social. Els treballadors alemanys van gaudir de beneficis per malaltia, accidents i maternitat, menjadors i vestuaris i un pla nacional de pensions abans que aquests es pensessin fins i tot als països més liberals. No obstant això, la vida dels treballadors era dura. En les fàbriques d'acer s'operava 12 hores diàries i 80 hores setmanals. No estaven garantits ni descans, ni vacances. A Alemanya, com en tots els estats industrials, hi havia pobresa i protestes.
El 1912, el marxista Partit Socialdemòcrata (SPD) va ser el partit amb major representació en el Reichstag, el parlament alemany. Però el Reichstag no controlava Alemanya. El kaiser governava Alemanya a través de funcionaris que ell mateix nomenava.

### L'era de Bismarck

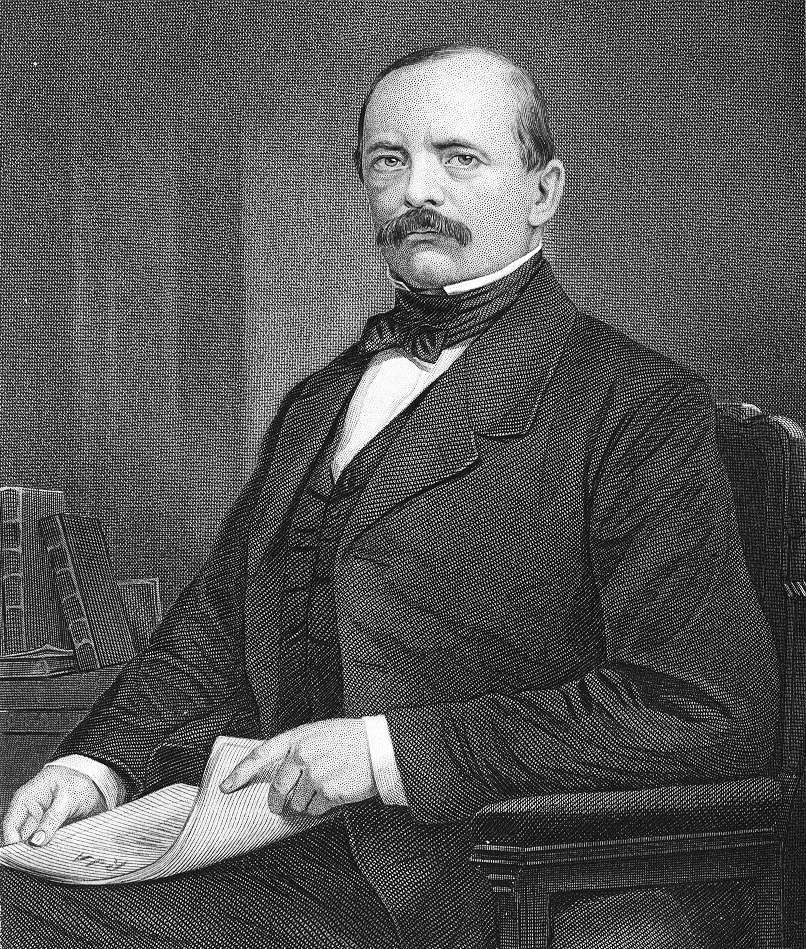
Otto von Bismarck.

Les polítiques internes de Bismarck van jugar un gran paper en la creació d'una cultura política autoritària en l'imperi. Menys preocupada per la política del poder després de la unificació continental el 1871, el govern semiparlamentari d'Alemanya va dur a terme una revolució relativament moderada, econòmica i política des de dalt que els va empènyer al llarg del camí a convertir-se en la principal potència industrial de l'època.

#### Política exterior

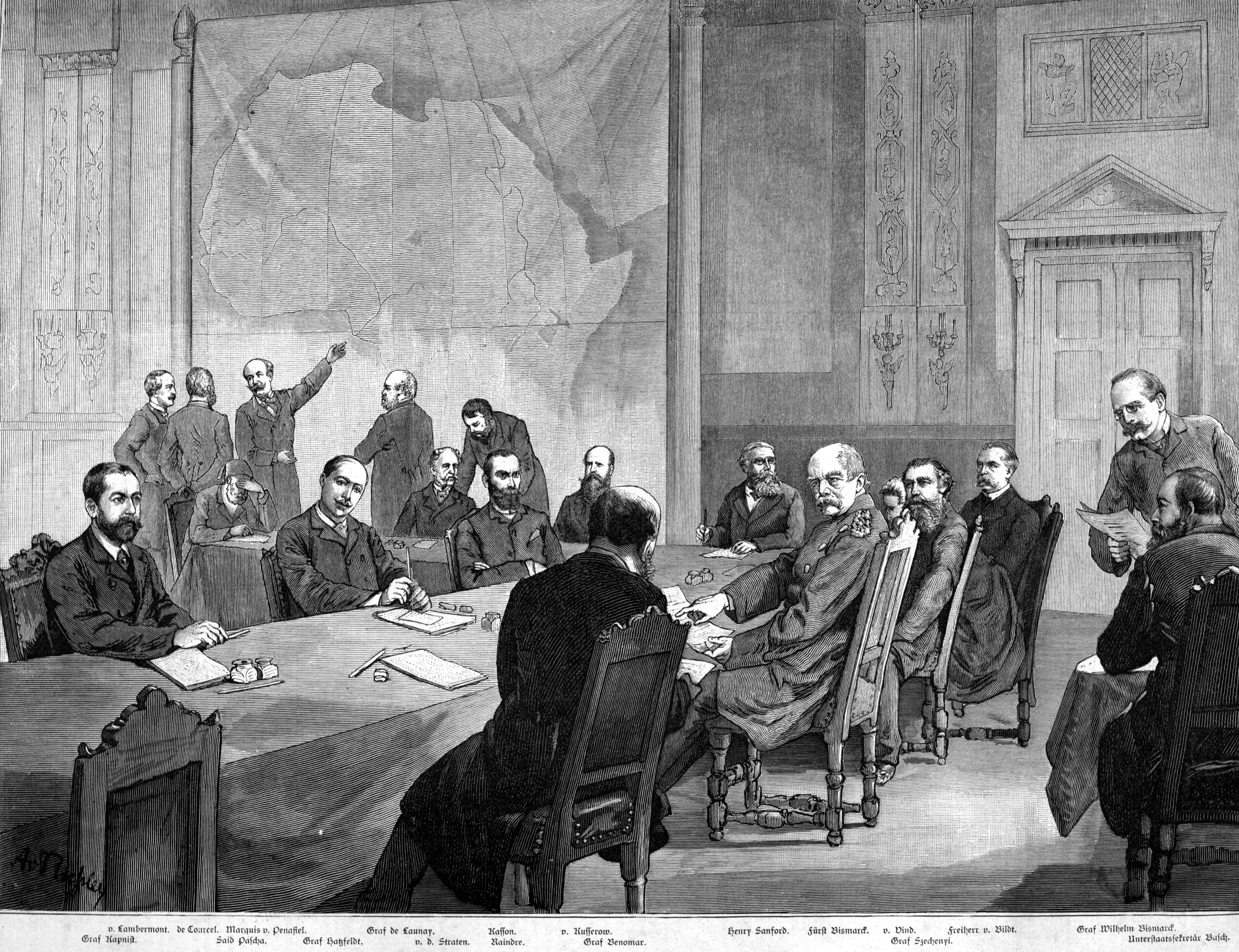
Bismarck a la Conferència de Berlín, 1884.

La política exterior de Bismarck després de 1871 va ser conservadora i va tractar de mantenir l'equilibri de poder a Europa. La seva major preocupació era França, que va quedar derrotada i ressentida després de la Guerra francoprussiana. Com que els francesos no van tenir forces per derrotar a Alemanya per si mateixos, van buscar una aliança amb l'Imperi Rus, amb la qual atraparien a Alemanya entre dos fronts en una guerra (cosa que finalment va passar al 1914). Bismarck ho volia evitar i volia mantenir relacions d'amistat amb els russos, i va formar una aliança amb ells i amb l'Imperi Austrohongarès (que per la dècada de 1880 estava sent lentament reduït a un satèl·lit alemany), el Dreikaiserbund (Lliga dels Tres Emperadors).
Bismarck va aconseguir cert nombre de possessions colonials alemanyes durant la dècada de 1880 a Àfrica i al Pacífic, però dubtava del valor real d'un imperi colonial d'ultramar. Ell i la majoria dels seus contemporanis eren de mentalitat conservadora, i centraven la seva atenció en la política exterior amb els estats veïns d'Alemanya. El 1914, el 60% de la inversió exterior alemanya es dedicava a Europa, en comparació amb només el 5% de la inversió britànica. La major part dels diners va anar a nacions en desenvolupament com Rússia, que no tenien del capital o dels coneixements tècnics per industrialitzar-se per si mateixes, i les colònies d'Alemanya es van mantenir mal desenvolupades (Àfrica Sud-occidental es diu sovint que no era apta ni per ser una colònia penal).

#### Economia
La industrialització va progressar de forma dinàmica a Alemanya i els fabricants alemanys van començar a retenir els mercats domèstics de les importacions britàniques, i també a competir amb la indústria britànica a l'estranger, particularment en els Estats Units. A principis de la guerra francoprussiana els productes tèxtils i les indústries del metall alemanys havien superat als del Regne Unit en organització i l'eficiència tècnica i desplaçat als fabricants britànics en el mercat intern. Alemanya va esdevenir la potència econòmica dominant en el continent i va ser el segon país exportador després dels Estats Units. Amb el canvi de segle, els metalls i les indústries d'enginyeria alemanya estaven produint en gran manera per al mercat de lliure comerç del Regne Unit. En l'època de la Primera Guerra Mundial (1914-1918) l'economia alemanya havia canviat al proveïment del seu exèrcit amb l'equip adequat que es necessitava per lluitar en aquesta guerra. Això va incloure la producció de fusells (Mauser 98), pistoles (Luger P08), metralladores (Metralladora Maxim), morters (Minenwerfer), i diverses altres peces d'artilleria pesant i lleugera. A més, l'Alemanya imperial va ser líder en els sectors de la física i la química de manera que un terç de tots els Premis Nobel van ser lliurats a inventors i investigadors alemanys.

#### Ideologia
La ideologia de Bismarck es pot resumir en quatre objectius: el Kulturkampf, la reforma social, la unificació nacional, i el Kleindeutschland. Després d'aconseguir la unificació el 1871, Bismarck dedicà gran part de la seva atenció a la causa de la unitat nacional sota la ideologia del prussià. El conservadorisme catòlic activista i emancipador, conceptualitzat pel gir conservador del Vaticà sota el papat de Pius IX i el seu dogma de la infal·libilitat papal, i el radicalisme de la classe treballadora, representada pel naixent Partit Socialdemòcrata, de moltes maneres van reaccionar davant la preocupació de dislocació de molt diferents segments de la societat alemanya, portada per un ràpid canvi d'una economia agrària a una economia basada en el capitalisme industrial modern sota la tutela nacionalista. Com una oposició ferma davant catòlics i socialistes es plantejava com fracassada, l'aproximació de Bismarck mitjançant "el pal i pastanaga" va aconseguir una molt apaivagada oposició de tots dos grups.

##### Kulturkampf

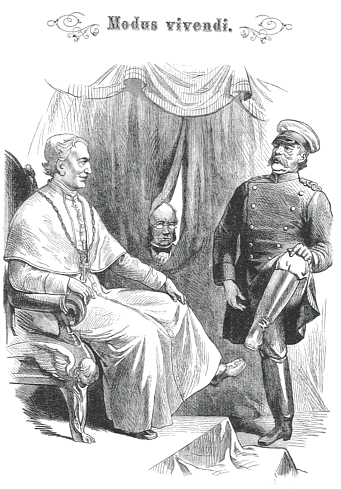
Modus vivendi: Otto von Bismarck i el papa Lleó XIII, 18 de març de 1878.

Després de la integració dels estats catòlics alemanys al sud i algunes zones de l'est, el catolicisme, representat pel Partit de Centre, va ser aparentment la principal amenaça per al procés d'unificació. Les monarquies catòliques del sud, provinents d'una base molt més agrària i que responien davant les files dels camperols, els artesans, els gremis, el clergat i els prínceps dels petits estats amb més freqüència que les seves contraparts protestants del nord, al principi tenien problemes per competir amb l'eficiència industrial i l'obertura del comerç exterior derivades de la Unió Duanera d'Alemanya. Les institucions catòliques romanes van ser obstruïdes i el govern de Bismarck va lluitar contra la influència catòlica en la societat. Després de 1878 però, la lluita contra el socialisme uniria a Bismarck amb el Partit de Centre Catòlic, posant fi a la Kulturkampf, que va donar lloc a un enfortiment i no un debilitament del catolicisme a Alemanya.

##### Reforma social
Per contenir la classe obrera i per debilitar la influència de grups socialistes, Bismarck a contracor va implementar un estat de benestar. Es va adonar que aquest tipus de política era molt atractiva, ja que els treballadors es van vincular a l'estat, i també es van ajustar molt bé amb el seu caràcter autoritari. Els sistemes de seguretat social implementats per Bismarck com, l'atenció a la salut el 1883, assegurança d'accidents el 1884, assegurança d'invalidesa i de vellesa el 1889, eren en aquells dies els més grans del món i, fins a cert punt, encara hi ha a l'Alemanya actual.

##### Unificació nacional
Els esforços de Bismarck també van iniciar l'anivellament de les enormes diferències entre els estats alemanys, que havien estat independents en la seva evolució durant segles, especialment amb la legislació.

##### Kleindeutschland
Dues visions del que l'Imperi Alemany va haver d'incloure territorialment es van debatre durant el mandat de Bismarck. Una visió era la d'una Großdeutschland (Gran Alemanya), i l'altra, preferida per Bismarck, va ser una Kleindeutschland (Alemanya Menor). Großdeutschland, llavors especialment propugnada per liberals i els nacionalistes alemanys pangermànics era un concepte en el qual Alemanya havia de ser un Estat que abastés tots els territoris alemanys incloent el territori d'Àustria (alguns d'ells van defensar incloure tot el territori austrohongarès i alguns només volien terres germano-austríaques). La Kleindeutschland era una idea exposada per Bismarck i els conservadors de Prússia. Si bé el concepte de Kleindeutschland va incloure milions de no-alemanys (principalment polonesos). Els seus seguidors pensaven que la incorporació de tots els territoris d'Àustria - Hongria a Alemanya donaria lloc a la desestabilització de l'estat alemany pel nombre encara més gran de les minories ètniques en l'Imperi Austrohongarès. A més, els partidaris de gran part de Prússia de la Kleindeutschland temien fins i tot la incorporació de només els territoris de l'Àustria alemanya, perquè van pensar que es debilitaria el control de Prússia sobre la direcció d'Alemanya i s'incrementaria substancialment el nombre de catòlics en un estat que ja havia tingut tensions amb els protestants del nord i els catòlics del sud, i que l'estat volia assimilar.

#### Germanització
Un dels efectes de les polítiques d'unificació va ser la d'augmentar gradualment la tendència a eliminar l'ús de les llengües no alemanyes en la vida pública, les escoles i l'àmbit acadèmic amb la intenció de pressionar a la població no-alemanya a abandonar la seva identitat nacional o sortir del país en què es va anomenar "germanització". Les polítiques estrictes de germanització tenien sovint l'efecte contrari d'estimular la resistència, en general en forma d'ensenyament a la llar i una major unitat en els grups minoritaris.
Les polítiques de germanització van atacar en particular a la minoria polonesa, important a l'imperi adquirit per Prússia en les particions de Polònia. Les lleis van fer que als polonesos se'ls negués el dret de construir habitatges en els territoris adquirits en les particions de Polònia, va restringir el dret a parlar en polonès en les reunions públiques, i el 1908 una llei es va fer per permetre l'expulsió dels polonesos de casa seva. Aquesta última llei va ser executada només en quatre casos i va servir més com una amenaça, però totes aquestes mesures van conduir a un allunyament dels polonesos de les autoritats alemanyes. Una Comissió de Liquidació va ser creada i finançada pel govern el 1885, amb la missió de distribuir terres entre els colons polonesos de propietat alemanya. No obstant això, els polonesos van fundar una organització pròpia per defensar-se de la comissió d'assentament alemany. En la dècada de 1880 l'expulsió en massa d'uns 24.000 polonesos que no tenien la ciutadania alemanya a la Polònia russa, va ser organitzada per les autoritats alemanyes. Aquest acte va ser durament criticat per partits d'esquerra i el mateix Otto von Bismarck era escèptic al respecte, però estava preocupat sobre els possibles "elements revolucionaris" entre els polonesos de la Polònia russa. Associacions poloneses van intentar lluitar pels seus drets, sense èxit, i encara que diputats polonesos van ser elegits per al Reichstag representant de manera proporcional a la minoria polonesa, eren molt més nombrosos que els representants alemanys, per a la majoria hostils a la seva causa.

#### Llei

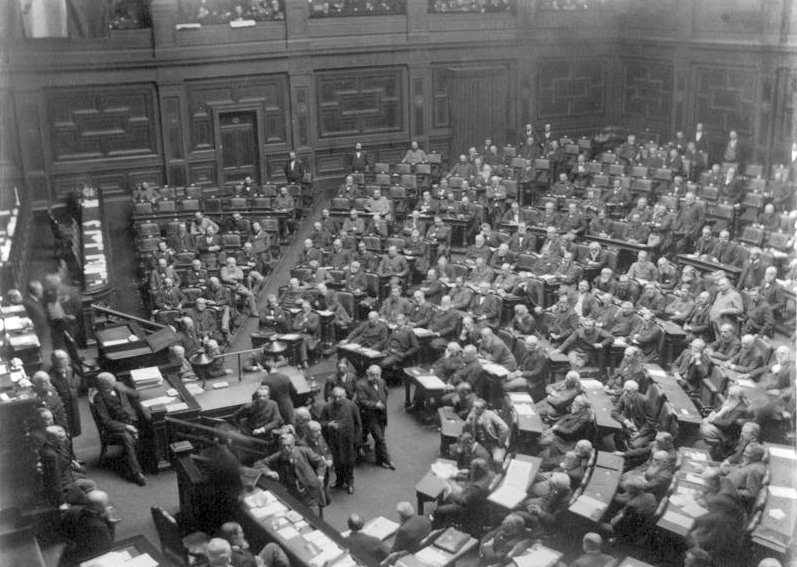
El Reichstag a 1889.

La història jurídica va ser completament diferent i els sistemes judicials que es van plantejar van generar enormes complicacions, especialment per al comerç nacional. Encara que un codi comercial comú ja havia estat presentat per la Confederació Germànica el 1861 (el qual va ser adaptat per a l'Imperi i, amb grans modificacions, segueix vigent avui en dia), hi va haver poca similitud en les lleis d'una altra manera.

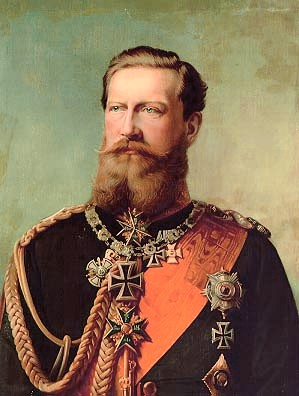
Frederic III de Prússia va ser emperador durant 99 dies, 9 de març-15 de juny de 1888.

En 1871, es va introduir un codi penal comú (Reichsstrafgesetzbuch), el 1877 els procediments judicials comuns es van establir en el sistema judicial (Gerichtsverfassungsgesetz), els procediments civils (ZPO) i els procediments penals (Strafprozessordnung) també es van introduir. El 1873 es va modificar la Constitució per permetre que l'imperi substituís diversos i molt diferents codis civils estatals perquè existís un absolut, per exemple, algunes parts d'Alemanya que havien estat ocupades per França per Napoleó havien adoptat el codi civil francès, mentre que a Prússia l'Allgemeines Preußisches Landrecht de 1794 estava encara en vigor. En 1881, es va establir la primera comissió per crear un Codi Civil comuna per a tot l'imperi, un enorme esforç que produiria el Codi Civil d'Alemanya (BGB), possiblement una de les obres jurídiques més impressionants del món, que es va dur a terme, finalment, entrant en vigor l'1 de gener de 1900. Es diu molt de la qualitat conceptual d'aquestes codificacions i que tots elles, encara que amb nombroses esmenes, segueixen vigents avui dia.

### L'any dels tres Kàisers
El 9 de març de 1888, Guillem I va morir poc abans del seu 91 aniversari, deixant al seu fill Frederic III com nou emperador. Frederic era un liberal i un admirador de la constitució britànica, mentre els seus llaços amb Gran Bretanya van ser reforçats, també ho va ser encara més el seu matrimoni amb la princesa Victòria, filla major de la reina Victòria. Amb el seu ascens al tron, molts esperaven que el regnat de Frederic donaria lloc a una liberalització del Reich i a un augment de la influència del parlament sobre el procés polític. L'acomiadament de Robert von Puttkamer, el conservador ministre de l'interior de Prússia, el 8 de juny va ser un senyal en la direcció esperada i un cop a l'administració de Bismarck.